# Derde afdeling 2023-24 (voetbal België)
Het seizoen 2023-24 van de Belgische Derde afdeling ging van start in september 2023 en eindigde in mei 2024. De voetbalcompetitie telt vier reeksen van zestien teams. Twee reeksen met clubs zijn aangesloten bij VV en twee bij de ACFF.

## Naamswijzigingen
- RFC Huy fuseerde met Solières Sport wijzigde zijn naam in R. Union Hutoise
- SK Roeselare-Daisel wijzigde zijn naam in SK Roeselare.

## Gedegradeerde teams
Deze teams degradeerden voor aanvang van het seizoen uit de Tweede afdeling

### Rechtstreeks
- KVK Westhoek (17e VV A)
- Erpe-Mere United (18e VV A)
- SK Pepingen-Halle (17e VV B)
- K. Beerschot VA U23 (18e VV B)
- RFC Seraing U23 (17e ACFF)
- R. Stade Waremmien FC (18e ACFF)

### Eindronde
- KFC Turnhout (16e VV B)

## Gepromoveerde teams
Deze teams waren gepromoveerd uit de provinciale reeksen voor de start van het seizoen:

### Antwerpen
- K. Berg en Dal VV (kampioen)

### Limburg
- KVV Zepperen-Brustem (kampioen)
- KFC Eksel (eindronde)

### Oost-Vlaanderen
- KVV Sint-Denijs Sport (vice-kampioen)

### Vlaams-Brabant
- KFC Wambeek-Ternat (kampioen)

### West-Vlaanderen
- KSC Blankenberge (vice-kampioen)

### Henegouwen
- RUS Beloeil (kampioen)
- FC Flénu (eindronde)

### Luik
- Etoile Elsautoise (kampioen)
- RES Wanze/Bas-Oha (eindronde)

### Luxemburg
- RRC Longlier (kampioen)
- RUS Gouvy (eindronde)

### Namen
- R. Arquet FC (kampioen)

### Waals-Brabant
- RFC Perwez (kampioen)

## Promoverende teams
Deze teams promoveerden na afloop van het seizoen naar Tweede afdeling

### Rechtstreeks als kampioen
- KVK Westhoek (kampioen VV A)
- Eendracht Termien (kampioen VV B)
- RCS Onhaye (kampioen ACFF A)
- R. Union Hutoise (kampioen ACFF B)

### Via eindronde
- K. Berg en Dal VV (1e eindronde VV)
- FC Esperanza Pelt (2e eindronde VV)
- SK Roeselare (3e eindronde VV)
- KVK Wellen (4e eindronde VV)
- Crossing Schaerbeek (1e eindronde ACFF)
- RFC Raeren-Eynatten (2e eindronde ACFF)
- CS Entité Manageoise (3e eindronde ACFF)
- RSC Habay-la-Neuve (4e eindronde ACFF)
- R. Aywaille FC (5e eindronde ACFF)
- CS Pays Vert Ostiches-Ath (6e eindronde ACFF)
- RFC Seraing U23 (extra stijger)

## Degraderende teams

### Rechtstreeks
- KV Eendracht Aalter (13e VV A)
- KFC Wambeek-Ternat (14e VV A)
- KHO Wolvertem Merchtem (15e VV A)
- SK Pepingen-Halle (16e VV A)
- KAC Betekom (13e VV A)
- KFC Diest (14e VV B)
- K. Witgoor Sport Dessel (15e VV B)
- KFC Eksel (16e VV B)
- RJS Taminoise (14e ACFF A)
- RFC Rapid Symphorinois (15e ACFF A)
- RES Couvin-Mariembourg (16e ACFF A)
- RES Wanze/Bas-Oha (14e ACFF B)
- RRC Longlier (15e ACFF B)
- FC Herstal (16e ACFF B)

## Clubs

### Derde afdeling VV A
| # kaart | Stam- nummer | Club                        | Plaats                |
| ------- | ------------ | --------------------------- | --------------------- |
| 1       | 48           | KSC Blankenberge            | Blankenberge          |
| 2       | 100          | KVK Westhoek                | Poperinge & Ieper     |
| 3       | 211          | KFC Vigor Wuitens Hamme     | Hamme                 |
| 4       | 2533         | KVV Sint-Denijs Sport       | Sint-Denijs-Westrem   |
| 5       | 3155         | KHO Wolvertem Merchtem      | Merchtem & Wolvertem  |
| 6       | 3694         | K. Eendracht Wervik         | Wervik                |
| 7       | 3861         | Eendracht Elene-Grotenberge | Grotenberge           |
| 8       | 3957         | KVC Jong Lede               | Lede                  |
| 9       | 4139         | KFC Hoger Op Kalken         | Kalken                |
| 10      | 4763         | KV Eendracht Aalter         | Aalter                |
| 11      | 5343         | Erpe-Mere United            | Bambrugge & Erpe-Mere |
| 12      | 5661         | KFC Wambeek-Ternat          | Ternat                |
| 13      | 6381         | KSC Wielsbeke               | Wielsbeke             |
| 14      | 7741         | SK Pepingen-Halle           | Pepingen & Halle      |
| 15      | 8264         | SK Roeselare                | Roeselare             |
| 16      | 8552         | Avanti Stekene              | Stekene               |

### Derde afdeling VV B
| # kaart | Stam- nummer | Club                    | Plaats               |
| ------- | ------------ | ----------------------- | -------------------- |
| 1       | 13           | K. Beerschot VA U23     | Antwerpen            |
| 2       | 41           | KFC Diest               | Diest                |
| 3       | 148          | KFC Turnhout            | Turnhout             |
| 4       | 1065         | KFC Nijlen              | Nijlen               |
| 5       | 1124         | KFC Zwarte Leeuw        | Rijkevorsel          |
| 6       | 1357         | KFC Sint-Lenaarts       | Sint-Lenaarts        |
| 7       | 2065         | K. Witgoor Sport Dessel | Dessel               |
| 8       | 2169         | AS Verbroedering Geel   | Geel                 |
| 9       | 2529         | FC Esperanza Pelt       | Pelt                 |
| 10      | 2639         | KFC Eksel               | Eksel                |
| 11      | 2727         | KEWS Schoonbeek-Beverst | Beverst & Schoonbeek |
| 12      | 2825         | KVK Wellen              | Wellen               |
| 13      | 3057         | K. Berg en Dal VV       | Meerhout             |
| 14      | 3634         | KAC Betekom             | Betekom              |
| 15      | 7919         | Eendracht Termien       | Genk                 |
| 16      | 8250         | KVV Zepperen-Brustem    | Zepperen & Brustem   |

### Derde afdeling ACFF A
| # kaart | Stam- nummer | Club                      | Plaats             |
| ------- | ------------ | ------------------------- | ------------------ |
| 1       | 75           | RCS Brainois              | Eigenbrakel        |
| 2       | 199          | RAS Jodoigne              | Geldenaken         |
| 3       | 248          | RES Couvin-Mariembourg    | Couvin             |
| 4       | 460          | RUW Ciney                 | Ciney              |
| 5       | 2364         | RFC Perwez                | Perwijs            |
| 6       | 3020         | R. Jeunesse Aischoise     | Aische-en-Refail   |
| 7       | 3939         | RJS Taminoise             | Tamines            |
| 8       | 4070         | Crossing Schaerbeek       | Schaarbeek         |
| 9       | 4143         | RAS Monceau-Châtelet      | Monceau-sur-Sambre |
| 10      | 4210         | R. Arquet FC              | Vedrin             |
| 11      | 4395         | RUS Beloeil               | Belœil             |
| 12      | 6464         | RFC Rapid Symphorinois    | Saint-Symphorien   |
| 13      | 6626         | RCS Onhaye                | Onhaye             |
| 14      | 8470         | CS Entité Manageoise      | Manage             |
| 15      | 9245         | CS Pays Vert Ostiches-Ath | Aat & Ostiches     |
| 16      | 9386         | FC Flénu                  | Flénu              |

### Derde afdeling ACFF B
| # kaart | Stam- nummer | Club                   | Plaats             |
| ------- | ------------ | ---------------------- | ------------------ |
| 1       | 76           | R. Union Hutoise       | Hoei               |
| 2       | 82           | FC Herstal             | Herstal            |
| 3       | 167          | RFC Seraing U23        | Seraing            |
| 4       | 190          | R. Stade Waremmien FC  | Borgworm           |
| 5       | 260          | RFCB Sprimont          | Sprimont           |
| 6       | 431          | RFC Raeren-Eynatten    | Eynatten           |
| 7       | 1654         | RES Wanze/Bas-Oha      | Bas-Oha            |
| 8       | 1979         | R. Aywaille FC         | Aywaille           |
| 9       | 3093         | RSC Habay-la-Neuve     | Habay-la-Neuve     |
| 10      | 3189         | RRC Longlier           | Longlier           |
| 11      | 3201         | ROC Meix-devant-Virton | Meix-devant-Virton |
| 12      | 3227         | RUS Gouvy              | Gouvy              |
| 13      | 3816         | RRC Mormont            | Mormont            |
| 14      | 4260         | R. Marloie Sport       | Marche-en-Famenne  |
| 15      | 6548         | Etoile Elsautoise      | Elsaute            |
| 16      | 9487         | FC United Richelle     | Richelle           |

## Klassementen

### Derde afdeling VV A
| Pos | Team                        | Wed | W  | G  | V  | Ptn | DV | DT | +/− | Kwalificatie of degradatie                |
| --- | --------------------------- | --- | -- | -- | -- | --- | -- | -- | --- | ----------------------------------------- |
| 1   | KVK Westhoek                | 30  | 17 | 7  | 6  | 58  | 61 | 30 | +31 | Promotie naar Tweede afdeling             |
| 2   | KFC Vigor Wuitens Hamme     | 30  | 16 | 10 | 4  | 58  | 62 | 28 | +34 | Kwalificatie voor Eindronde promotie VV   |
| 3   | KSC Wielsbeke               | 30  | 15 | 7  | 8  | 52  | 48 | 37 | +11 | Kwalificatie voor Eindronde promotie VV   |
| 4   | SK Roeselare                | 30  | 13 | 11 | 6  | 50  | 44 | 25 | +19 | Kwalificatie voor Eindronde promotie VV   |
| 5   | Avanti Stekene              | 30  | 13 | 9  | 8  | 48  | 43 | 39 | +4  | Kwalificatie voor Eindronde promotie VV   |
| 6   | KFC Hoger Op Kalken         | 30  | 11 | 13 | 6  | 46  | 52 | 39 | +13 |                                           |
| 7   | K. Eendracht Wervik         | 30  | 11 | 10 | 9  | 43  | 29 | 33 | −4  |                                           |
| 8   | KSC Blankenberge            | 30  | 10 | 13 | 7  | 43  | 50 | 40 | +10 |                                           |
| 9   | KVV Sint-Denijs Sport       | 30  | 11 | 6  | 13 | 39  | 45 | 46 | −1  |                                           |
| 10  | KVC Jong Lede               | 30  | 10 | 7  | 13 | 37  | 50 | 55 | −5  |                                           |
| 11  | Erpe-Mere United            | 30  | 9  | 7  | 14 | 34  | 37 | 49 | −12 |                                           |
| 12  | Eendracht Elene-Grotenberge | 30  | 9  | 7  | 14 | 34  | 37 | 52 | −15 |                                           |
| 13  | KV Eendracht Aalter         | 30  | 9  | 5  | 16 | 32  | 39 | 56 | −17 | Kwalificatie voor Eindronde degradatie VV |
| 14  | KFC Wambeek-Ternat          | 30  | 8  | 7  | 15 | 31  | 40 | 53 | −13 | Degradatie naar Eerste provinciale        |
| 15  | KHO Wolvertem Merchtem      | 30  | 6  | 10 | 14 | 28  | 31 | 45 | −14 | Degradatie naar Eerste provinciale        |
| 16  | SK Pepingen-Halle           | 30  | 3  | 9  | 18 | 18  | 25 | 66 | −41 | Degradatie naar Eerste provinciale        |

### Derde afdeling VV B
| Pos | Team                    | Wed | W  | G  | V  | Ptn | DV | DT  | +/−  | Kwalificatie of degradatie                |
| --- | ----------------------- | --- | -- | -- | -- | --- | -- | --- | ---- | ----------------------------------------- |
| 1   | Eendracht Termien       | 30  | 23 | 3  | 4  | 72  | 89 | 31  | +58  | Promotie naar Tweede afdeling             |
| 2   | K. Berg en Dal VV       | 30  | 18 | 7  | 5  | 61  | 78 | 44  | +34  | Kwalificatie voor Eindronde promotie VV   |
| 3   | KVV Zepperen-Brustem    | 30  | 16 | 5  | 9  | 53  | 53 | 38  | +15  | Kwalificatie voor Eindronde promotie VV   |
| 4   | FC Esperanza Pelt       | 30  | 15 | 8  | 7  | 53  | 54 | 34  | +20  | Kwalificatie voor Eindronde promotie VV   |
| 5   | KVK Wellen              | 30  | 12 | 11 | 7  | 47  | 50 | 36  | +14  | Kwalificatie voor Eindronde promotie VV   |
| 6   | AS Verbroedering Geel   | 30  | 12 | 11 | 7  | 47  | 43 | 36  | +7   |                                           |
| 7   | KFC Nijlen              | 30  | 12 | 7  | 11 | 43  | 57 | 54  | +3   |                                           |
| 8   | KFC Sint-Lenaarts       | 30  | 12 | 6  | 12 | 42  | 50 | 49  | +1   |                                           |
| 9   | KFC Turnhout            | 30  | 11 | 8  | 11 | 41  | 49 | 46  | +3   |                                           |
| 10  | K. Beerschot VA U23     | 30  | 10 | 11 | 9  | 41  | 54 | 47  | +7   |                                           |
| 11  | KEWS Schoonbeek-Beverst | 30  | 12 | 4  | 14 | 40  | 37 | 43  | −6   |                                           |
| 12  | KFC Zwarte Leeuw        | 30  | 9  | 9  | 12 | 36  | 39 | 41  | −2   |                                           |
| 13  | KAC Betekom             | 30  | 8  | 10 | 12 | 34  | 55 | 61  | −6   | Kwalificatie voor Eindronde degradatie VV |
| 14  | KFC Diest               | 30  | 7  | 6  | 17 | 27  | 38 | 60  | −22  | Degradatie naar Eerste provinciale        |
| 15  | K. Witgoor Sport Dessel | 30  | 6  | 5  | 19 | 23  | 38 | 60  | −22  | Degradatie naar Eerste provinciale        |
| 16  | KFC Eksel               | 30  | 0  | 3  | 27 | 3   | 19 | 123 | −104 | Degradatie naar Eerste provinciale        |

### Derde afdeling ACFF A
| Pos | Team                      | Wed | W  | G | V  | Ptn | DV | DT  | +/−  | Kwalificatie of degradatie                |
| --- | ------------------------- | --- | -- | - | -- | --- | -- | --- | ---- | ----------------------------------------- |
| 1   | RCS Onhaye                | 30  | 22 | 6 | 2  | 72  | 70 | 17  | +53  | Promotie naar Tweede afdeling             |
| 2   | Crossing Schaerbeek       | 30  | 18 | 7 | 5  | 61  | 65 | 32  | +33  | Kwalificatie voor Eindronde promotie ACFF |
| 3   | CS Entité Manageoise      | 30  | 18 | 6 | 6  | 60  | 65 | 28  | +37  | Kwalificatie voor Eindronde promotie ACFF |
| 4   | CS Pays Vert Ostiches-Ath | 30  | 17 | 9 | 4  | 60  | 59 | 24  | +35  | Kwalificatie voor Eindronde promotie ACFF |
| 5   | RUW Ciney                 | 30  | 15 | 5 | 10 | 50  | 69 | 61  | +8   |                                           |
| 6   | R. Jeunesse Aischoise     | 30  | 12 | 7 | 11 | 43  | 54 | 36  | +18  |                                           |
| 7   | RFC Perwez                | 30  | 13 | 3 | 14 | 42  | 43 | 46  | −3   |                                           |
| 8   | RCS Brainois              | 30  | 12 | 5 | 13 | 41  | 36 | 30  | +6   | Kwalificatie voor Eindronde promotie ACFF |
| 9   | RAS Monceau-Châtelet      | 30  | 11 | 7 | 12 | 40  | 43 | 42  | +1   |                                           |
| 10  | R. Arquet FC              | 30  | 10 | 7 | 13 | 37  | 53 | 51  | +2   |                                           |
| 11  | RAS Jodoigne              | 30  | 10 | 7 | 13 | 37  | 37 | 42  | −5   |                                           |
| 12  | FC Flénu                  | 30  | 11 | 3 | 16 | 36  | 46 | 47  | −1   |                                           |
| 13  | RUS Beloeil               | 30  | 10 | 5 | 15 | 35  | 44 | 53  | −9   |                                           |
| 14  | RJS Taminoise             | 30  | 10 | 3 | 17 | 33  | 45 | 56  | −11  | Degradatie naar Eerste provinciale        |
| 15  | RFC Rapid Symphorinois    | 30  | 8  | 6 | 16 | 30  | 41 | 52  | −11  | Degradatie naar Eerste provinciale        |
| 16  | RES Couvin-Mariembourg    | 30  | 0  | 0 | 30 | 0   | 17 | 170 | −153 | Degradatie naar Eerste provinciale        |

### Derde afdeling ACFF B
| Pos | Team                   | Wed | W  | G | V  | Ptn | DV | DT  | +/− | Kwalificatie of degradatie                |
| --- | ---------------------- | --- | -- | - | -- | --- | -- | --- | --- | ----------------------------------------- |
| 1   | R. Union Hutoise       | 30  | 23 | 2 | 5  | 71  | 75 | 36  | +39 | Promotie naar Tweede afdeling             |
| 2   | RFC Raeren-Eynatten    | 30  | 21 | 3 | 6  | 66  | 76 | 26  | +50 | Kwalificatie voor Eindronde promotie ACFF |
| 3   | R. Aywaille FC         | 30  | 18 | 7 | 5  | 61  | 58 | 28  | +30 | Kwalificatie voor Eindronde promotie ACFF |
| 4   | RSC Habay-la-Neuve     | 30  | 18 | 7 | 5  | 61  | 58 | 28  | +30 | Kwalificatie voor Eindronde promotie ACFF |
| 5   | RFC Seraing U23        | 30  | 15 | 5 | 10 | 50  | 67 | 49  | +18 | Rechtstreekse promotie                    |
| 6   | Etoile Elsautoise      | 30  | 14 | 4 | 12 | 46  | 57 | 46  | +11 | Kwalificatie voor Eindronde promotie ACFF |
| 7   | RFCB Sprimont          | 30  | 13 | 7 | 10 | 46  | 56 | 37  | +19 |                                           |
| 8   | FC United Richelle     | 30  | 14 | 3 | 13 | 45  | 56 | 50  | +6  |                                           |
| 9   | RRC Mormont            | 30  | 11 | 6 | 13 | 39  | 43 | 46  | −3  |                                           |
| 10  | R. Stade Waremmien FC  | 30  | 10 | 7 | 13 | 37  | 36 | 47  | −11 |                                           |
| 11  | ROC Meix-devant-Virton | 30  | 10 | 6 | 14 | 36  | 35 | 55  | −20 |                                           |
| 12  | R. Marloie Sport       | 30  | 10 | 4 | 16 | 34  | 51 | 60  | −9  |                                           |
| 13  | RUS Gouvy              | 30  | 9  | 7 | 14 | 34  | 35 | 56  | −21 |                                           |
| 14  | RES Wanze/Bas-Oha      | 30  | 8  | 7 | 15 | 31  | 41 | 57  | −16 | Degradatie naar Eerste provinciale        |
| 15  | RRC Longlier           | 30  | 2  | 7 | 21 | 13  | 33 | 70  | −37 | Degradatie naar Eerste provinciale        |
| 16  | FC Herstal             | 30  | 1  | 4 | 25 | 7   | 18 | 104 | −86 | Degradatie naar Eerste provinciale        |

1. ↑  RFC Seraing U23 mocht als extra beloftenteam promoveren naar Tweede afdeling

## Periodekampioenen

### Derde afdeling VV A
- Eerste periode: KSC Wielsbeke, 24 punten
- Tweede periode: KVK Westhoek, 26 punten
- Derde periode: KFC Vigor Wuitens Hamme, 21 punten

### Derde afdeling VV B
- Eerste periode: K. Berg en Dal VV, 24 punten
- Tweede periode: Eendracht Termien, 26 punten
- Derde periode: Eendracht Termien, 25 punten

### Derde afdeling ACFF A
- Eerste periode: RCS Onhaye, 26 punten
- Tweede periode: CS Entité Manageoise, 23 punten
- Derde periode: RCS Brainois, 24 punten

### Derde afdeling ACFF B
- Eerste periode: R. Union Hutoise, 27 punten
- Tweede periode: RFC Raeren-Eynatten, 27 punten
- Derde periode: RSC Habay-la-Neuve, 24 punten

## Eindronde promotie

### Promotie VV
De eindronde wordt gespeeld door de teams die tweede eindigen in het eindklassement en de drie periodekampioenen. Indien één of meerdere periodes gewonnen worden door de uiteindelijke kampioen of door dezelfde club, krijgt de best geklasseerde ploeg zonder eindrondeticket een plek in de eindronde.
Eerste ronde
In de eerste ronde treden acht teams aan. De wedstrijden werden gespeeld op het veld van de club die bij de lottrekking als eerste geloot werd. In een rechtstreeks duel (met eventuele verlengingen en strafschoppen) werd bepaald wie doorging naar de volgende ronde. 
| Datum      | Uur   | Wedstrijden                              | Uitslag        |  |
| ---------- | ----- | ---------------------------------------- | -------------- |  |
| 05/05/2024 | 15:00 | K. Berg en Dal VV - Avanti Stekene       | 4-1            |  |
| 05/05/2024 | 15:00 | SK Roeselare - KSC Wielsbeke             | 3-2            |  |
| 05/05/2024 | 15:00 | FC Esperanza Pelt - KVV Zepperen-Brustem | 2-1            |  |
| 05/05/2024 | 15:00 | KVK Wellen - KFC Vigor Wuitens Hamme     | 2-2 (5-3 n.p.) |  |

Tweede ronde
De winnaars van de eerste ronde werden opnieuw tegen elkaar geloot in ronde twee
| Datum      | Uur   | Wedstrijden                      | Uitslag |  |
| ---------- | ----- | -------------------------------- | ------- |  |
| 09/05/2024 | 15:00 | KVK Wellen - FC Esperanza Pelt   | 2-5     |  |
| 09/05/2024 | 15:00 | K. Berg en Dal VV - SK Roeselare | 1-0     |  |

Derde ronde
De winnaars uit ronde twee promoveren in principe allebei.
De verliezers uit ronde twee maken eventueel nog kans op promotie.
| Datum      | Uur   | Wedstrijden                           | Uitslag |  |
| ---------- | ----- | ------------------------------------- | ------- |  |
| 12/05/2024 | 15:00 | K. Berg en Dal VV - FC Esperanza Pelt | 3-1     |  |
| 12/05/2024 | 15:00 | SK Roeselare - KVK Wellen             | 4-1     |  |

### Promotie ACFF
De eindronde wordt gespeeld door de teams die tweede eindigen in het eindklassement en de drie periodekampioenen. Indien één of meerdere periodes gewonnen worden door de uiteindelijke kampioen of door dezelfde club, krijgt de best geklasseerde ploeg zonder eindrondeticket een plek in de eindronde.
Eerste ronde
In de eerste ronde treden acht teams aan. De wedstrijden werden gespeeld op het veld van de club die bij de lottrekking als eerste geloot werd.
| Datum      | Uur   | Wedstrijden                                      | Uitslag        |  |
| ---------- | ----- | ------------------------------------------------ | -------------- |  |
| 05/05/2024 | 15:00 | RSC Habay-la-Neuve - R. Aywaille FC              | 3-0            |  |
| 05/05/2024 | 15:00 | RFC Raeren-Eynatten - RCS Brainois               | 1-0 (n.v.)     |  |
| 05/05/2024 | 15:00 | CS Entité Manageoise - CS Pays Vert Ostiches-Ath | 3-3 (6-5 n.p.) |  |
| 05/05/2024 | 15:00 | Crossing Schaerbeek - Etoile Elsautoise          | 3-2            |  |

Tweede ronde winnaars
De winnaars van de eerste ronde werden opnieuw tegen elkaar geloot in ronde twee voor de plaatsen 1-4.
| Datum      | Uur   | Wedstrijden                                | Uitslag    |  |
| ---------- | ----- | ------------------------------------------ | ---------- |  |
| 09/05/2024 | 15:00 | Crossing Schaerbeek - CS Entité Manageoise | 2-1 (n.v.) |  |
| 09/05/2024 | 15:00 | RFC Raeren-Eynatten - RSC Habay-la-Neuve   | 2-1        |  |

Tweede ronde verliezers
De verliezers van de eerste ronde werden opnieuw tegen elkaar geloot in ronde twee voor de plaatsen 5-8.
| Datum      | Uur   | Wedstrijden                              | Uitslag |  |
| ---------- | ----- | ---------------------------------------- | ------- |  |
| 09/05/2024 | 15:00 | RCS Brainois - CS Pays Vert Ostiches-Ath | 0-1     |  |
| 08/05/2024 | 20:00 | R. Aywaille FC - Etoile Elsautoise       | 3-1     |  |

Derde ronde
De uitslagen in deze ronde bepaalden welk(e) team(s) eerst in aanmerking kwam(en) voor promotie. De winnaar van wedstrijd 1 komt als eerste in aanmerking; de verliezer van wedstrijd 1 komt als tweede in aanmerking; de winnaar van wedstrijd 2 komt als derde in aanmerking; de verliezer van wedstrijd 2 komt als vierde in aanmerking; de winnaar van wedstrijd 3 komt als vijfde in aanmerking; de verliezer van wedstrijd 3 komt als zesde in aanmerking; de winnaar van wedstrijd 4 komt als zevende in aanmerking; de verliezer van wedstrijd 4 komt als achtste in aanmerking.
Uiteindelijk promoveerden de zes best geplaatste teams.
| Datum      | Uur   | Wedstrijden                                | Uitslag |  |
| ---------- | ----- | ------------------------------------------ | ------- |  |
| 12/05/2024 | 15:00 | RFC Raeren-Eynatten - Crossing Schaerbeek  | 0-1     |  |
| 12/05/2024 | 15:00 | RSC Habay-la-Neuve - CS Entité Manageoise  | 0-1     |  |
| 12/05/2024 | 15:00 | R. Aywaille FC - CS Pays Vert Ostiches-Ath | 3-2     |  |
| 12/05/2024 | 15:00 | Etoile Elsautoise - RCS Brainois           | 1-4     |  |

## Eindronde degradatie
De twee teams uit de VV-reeksen die 13e eindigden, speelden nog een testwedstrijd voor het geval er een extra plaats zou vrijkomen in Derde afdeling.
Doordat SC Eendracht Aalst geen licentie verkreeg voor Tweede en Derde afdeling bleef de winnaar van deze eindronde in Derde afdeling.
| Datum      | Uur   | Wedstrijden                       | Uitslag |  |
| ---------- | ----- | --------------------------------- | ------- |  |
| 05/05/2024 | 15:00 | KV Eendracht Aalter - KAC Betekom | 1-6     |  |

Nationaal voetbal · Regionaal voetbal · Provinciaal voetbal · KBVB · Nationaal voetbalelftal · Nationaal dameselftal
Belgisch nationaal voetbal
Eerste klasse A · Eerste klasse B · Eerste nationale · Beker van België · Belgische Supercup
Super League · Eerste klasse (vrouwen) · Tweede klasse (vrouwen) · Beker van België (vrouwen) · Belgische Supercup (vrouwen)
Belgisch regionaal voetbal
Tweede afdeling · Derde afdeling
2016/17 · 2017/18 · 2018/19 · 2019/20 · 2020/21 · 2021/22 · 2022/23 · 2023/24 . 2024/25